# Cabo Quejo
Quejo es un cabo saliente al mar Cantábrico perteneciente administrativamente a Arnuero (Cantabria, España). A uno de sus lados se encuentra la ría de Quejo.
En las aguas que lo circundan, cuyo lecho marino es rocoso, abundan el erizo de mar Paracentrotus lividus, la  anémona Actinothoe sphyrodeta (conocida como Margarita) y el esporófito invasor Falkenbergia rufulanosa.